# Procés Constituent a Catalunya
Procés Constituent és un moviment social i polític impulsat per Teresa Forcades, Arcadi Oliveres i altres persones de diferents àmbits de la societat per tal de promoure un canvi de model polític, econòmic i social a Catalunya. El Manifest per la convocatòria d'un procés constituent a Catalunya es va presentar dia 10 d'abril de 2013 en una entrevista a la televisió pública catalana.

## Història
Els promotors inicials són Arcadi Oliveres i Teresa Forcades. Van publicar el Manifest per a la convocatòria d'un procés constituent a Catalunya. En aquest sentit, en la primera setmana s'hi van adherir més de 10.000 persones i abans d'acabar l'any ja ho havien fet prop de 50.000 persones.
Afirmen que les mobilitzacions des del 2011 han mostrat un potencial de lluita social creixent i un ampli rebuig a les polítiques que pretenen resoldre la crisi premiant els seus responsables, mentre s'endeuta de per vida a la majoria de la població.

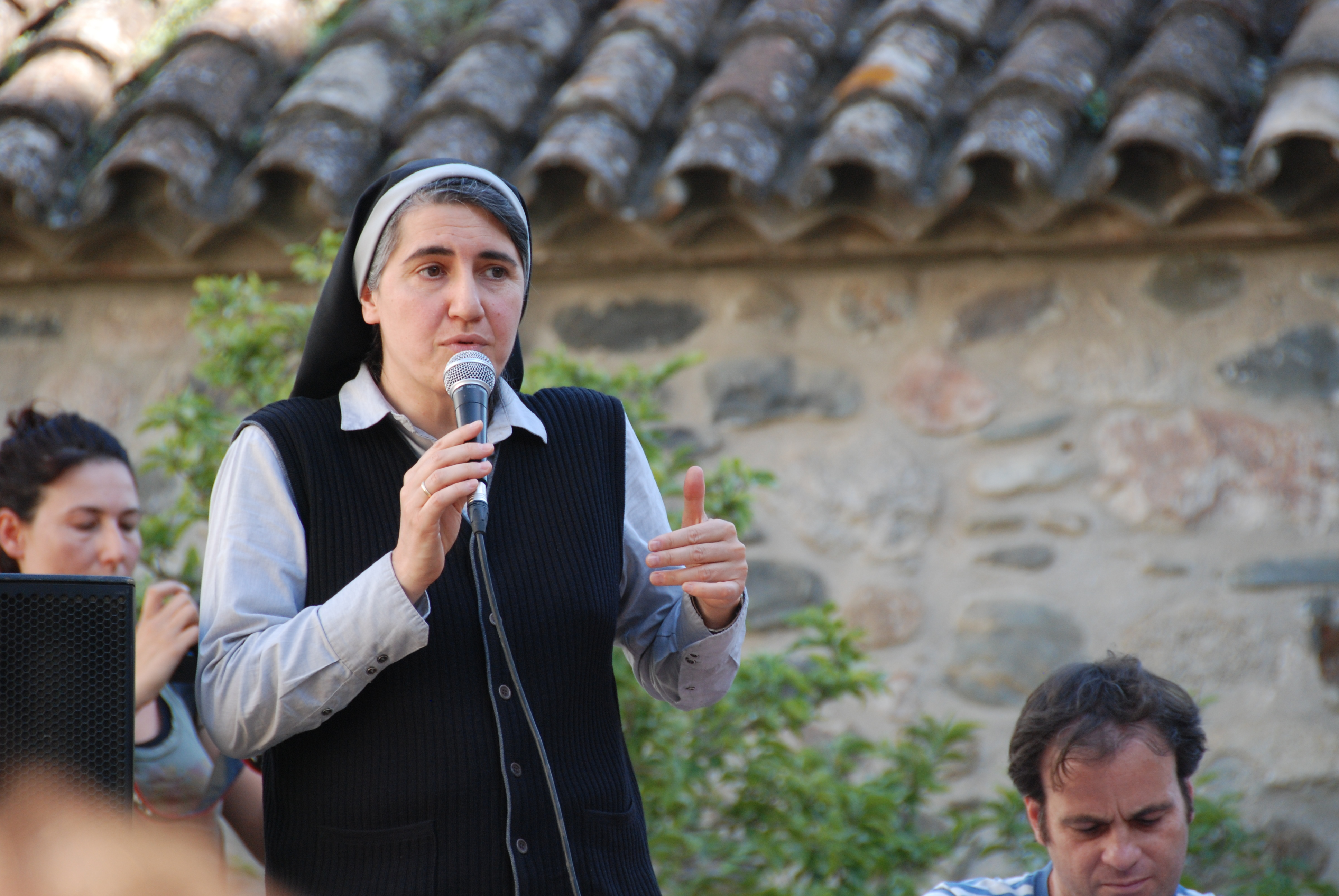
Presentació de Procés Constituent a Catalunya a Cardedeu

Això els porta a afirmar que l'actual model econòmic, institucional i d'ordenament polític ha fracassat, i que cal crear entre tots un model polític i social nou. Per a aconseguir-ho, afirmen que "cal impulsar un procés de reflexió i confluència ampli, plural i participatiu on hi càpiguen els múltiples col·lectius que ja fa temps que treballen pel canvi democràtic i pacífic".
Per això deien que calia articular una candidatura el més àmplia possible per a les darreres eleccions al Parlament de Catalunya amb l'objectiu de defensar la convocatòria d'una assemblea constituent per definir el nou model d'estat i d'ordenació socioeconòmica. Per les eleccions municipals de 2015 les assemblees de Procés Constituent a Barcelona es van integrar a Barcelona en Comú. En canvi -i després de llargues negociacions amb Catalunya Sí que es Pot i la Candidatura d'Unitat Popular- les adherides i adherits a Procés Constituent van decidir en Assemblea General Extraordinaria a Cornellà de Llobregat no presentar-se a les eleccions al Parlament de Catalunya de 2015.

## Deu mesures bàsiques del manifest[calcitació]

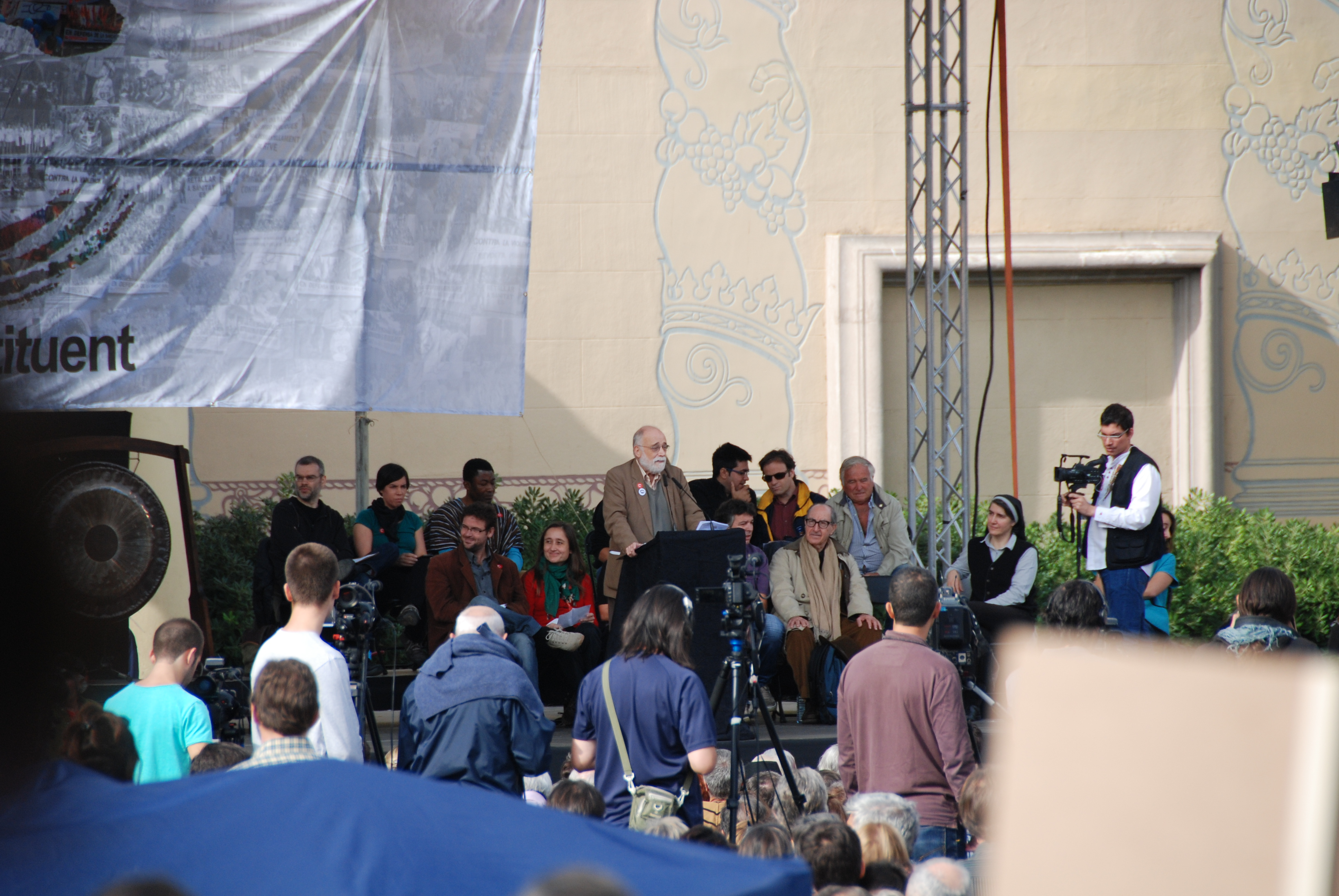
Arcadi Oliveres intervé en un míting de Procés Constitucional a Barcelona

En el manifest hi inclouen una llista orientativa amb deu mesures que consideren bàsiques i d'urgència:
- Expropiació de la banca privada, defensa d'una banca pública i ètica, fre a l'especulació financera, fiscalitat justa, auditoria del deute i impagament del deute il·legítim.
- Salaris i pensions dignes, no als acomiadaments, reducció de la jornada laboral i repartiment de tots els treballs, inclòs el treball domèstic i de cura no-remunerat.
- Democràcia participativa, reforma electoral, control dels càrrecs electes, eliminació dels privilegis dels polítics i lluita decidida contra la corrupció.
- Habitatge digne per a tothom, moratòria dels desnonaments i dació en pagament retroactiva.
- No a les privatitzacions, reversió de totes les retallades i potenciació del sector públic sota control social.
- Dret al propi cos i no a la violència de gènere.
- Reconversió ecològica de l'economia, expropiació i socialització de les empreses energètiques i sobirania alimentaria.
- Drets de ciutadania per a tothom, no a la xenofòbia i derogació de la legislació d'estrangeria.
- Mitjans de comunicació públics sota control democràtic, programari i xarxa lliure i desmercantilització de la cultura.
- Solidaritat internacional, no a la guerra, i per una Catalunya sense exèrcit i fora de l'OTAN.